# Årets bästa handbollsspelare i världen
Årets bästa handbollsspelare (IHF World Player of the Year) är en utmärkelse som varje år sedan 1984 tilldelas en manlig och en kvinnlig handbollsspelare. Utmärkelsen delas ut av Internationella handbollförbundet (IHF) och vem som vinner avgörs genom en omröstning för läsarna av World Handball Magazine och besökarna på IHF:s webbplats. Två svenskar har mottagit utmärkelsen, Magnus Wislander (1990) och Mia Hermansson Högdahl (1994). Magnus Wislander tilldelades år 2000 även utmärkelsen Århundradets spelare. I Sverige delar Svenska Handbollförbundet ut utmärkelsen Årets handbollsspelare i Sverige.

## Vinnare, herrar
| År        | Vinnare                    | Nationalitet           | Klubblag                        |
| --------- | -------------------------- | ---------------------- | ------------------------------- |
| 1988      | Veselin Vujović            | Jugoslavien            | RK Metaloplastika, FC Barcelona |
| 1989      | Kang Jae-won               | Sydkorea               | ?, Grasshopper Club Zürich      |
| 1990      | Magnus Wislander           | Sverige                | Redbergslids IK, THW Kiel       |
| 1991–1993 | Inget pris                 | Inget pris             | Inget pris                      |
| 1994      | Talant Dujsjebajev         | Ryssland               | CB Cantabria                    |
| 1995      | Jackson Richardson         | Frankrike              | OM Vitrolles                    |
| 1996      | Talant Dujsjebajev (2)     | Spanien                | CB Cantabria                    |
| 1997      | Stéphane Stoecklin         | Frankrike              | GWD Minden                      |
| 1998      | Daniel Stephan             | Tyskland               | TBV Lemgo                       |
| 1999      | Rafael Guijosa             | Spanien                | FC Barcelona                    |
| 2000      | Dragan Škrbić              | Serbien och Montenegro | RK Celje, HSG Nordhorn          |
| 2001      | Yoon Kyung-shin            | Sydkorea               | VfL Gummersbach                 |
| 2002      | Bertrand Gille             | Frankrike              | Chambéry Savoie HB, HSV Hamburg |
| 2003      | Ivano Balić                | Kroatien               | RK Metković                     |
| 2004      | Henning Fritz              | Tyskland               | THW Kiel                        |
| 2005      | Arpad Šterbik              | Serbien och Montenegro | BM Ciudad Real                  |
| 2006      | Ivano Balić (2)            | Kroatien               | Portland San Antonio            |
| 2007      | Nikola Karabatić           | Frankrike              | THW Kiel                        |
| 2008      | Thierry Omeyer             | Frankrike              | THW Kiel                        |
| 2009      | Sławomir Szmal             | Polen                  | Rhein-Neckar Löwen              |
| 2010      | Filip Jícha                | Tjeckien               | THW Kiel                        |
| 2011      | Mikkel Hansen              | Danmark                | AG København                    |
| 2012      | Daniel Narcisse            | Frankrike              | THW Kiel                        |
| 2013      | Domagoj Duvnjak            | Kroatien               | HSV Hamburg                     |
| 2014      | Nikola Karabatić (2)       | Frankrike              | FC Barcelona                    |
| 2015      | Mikkel Hansen (2)          | Danmark                | Paris Saint-Germain HB          |
| 2016      | Nikola Karabatić (3)       | Frankrike              | Paris Saint-Germain HB          |
| 2017      | Inget pris                 | Inget pris             | Inget pris                      |
| 2018      | Mikkel Hansen (3)          | Danmark                | Paris Saint-Germain HB          |
| 2019      | Niklas Landin Jacobsen     | Danmark                | THW Kiel                        |
| 2020      | Inget pris                 | Inget pris             | Inget pris                      |
| 2021      | Niklas Landin Jacobsen (2) | Danmark                | THW Kiel                        |
| 2022      | Inget pris                 | Inget pris             | Inget pris                      |
| 2023      | Mathias Gidsel             | Danmark                | Füchse Berlin                   |

## Vinnare, damer
| År        | Vinnare                 | Nationalitet | Klubblag                                  |
| --------- | ----------------------- | ------------ | ----------------------------------------- |
| 1988      | Svetlana Kitić          | Jugoslavien  | ŽRK Radnički Beograd                      |
| 1989      | Kim Hyun-mee            | Sydkorea     | ?                                         |
| 1990      | Jasna Merdan-Kolar      | Österrike    | Hypo Niederösterreich                     |
| 1991–1993 | Inget pris              | Inget pris   | Inget pris                                |
| 1994      | Mia Hermansson          | Sverige      | Hypo Niederösterreich                     |
| 1995      | Erzsébet Kocsis         | Ungern       | Dunaferr SE                               |
| 1996      | Lim O-kyeong            | Sydkorea     | ?                                         |
| 1997      | Anja Andersen           | Danmark      | Bækkelagets SK                            |
| 1998      | Trine Haltvik           | Norge        | Byåsen IL                                 |
| 1999      | Ausra Fridrikas         | Österrike    | Hypo Niederösterreich                     |
| 2000      | Bojana Radulovics       | Ungern       | Dunaferr SE                               |
| 2001      | Cecilie Leganger        | Norge        | Bækkelagets SK, Tertnes IL                |
| 2002      | Zhai Chao               | Kina         | Randers HK                                |
| 2003      | Bojana Radulovics (2)   | Ungern       | Dunaferr SE                               |
| 2004      | Anita Kulcsár           | Ungern       | Cornexi Alcoa Székesfehérvár, Dunaferr SE |
| 2005      | Anita Görbicz           | Ungern       | Győri ETO KC                              |
| 2006      | Nadine Krause           | Tyskland     | Bayer 04 Leverkusen                       |
| 2007      | Gro Hammerseng          | Norge        | Ikast-Bording Elite Håndbold              |
| 2008      | Linn-Kristin Riegelhuth | Norge        | Larvik HK                                 |
| 2009      | Allison Pineau          | Frankrike    | Issy-les-Moulineaux HB, Metz HB           |
| 2010      | Cristina Neagu          | Rumänien     | CS Oltchim Râmnicu Vâlcea                 |
| 2011      | Heidi Løke              | Norge        | Larvik HK, Győri ETO KC                   |
| 2012      | Alexandra do Nascimento | Brasilien    | Hypo Niederösterreich                     |
| 2013      | Andrea Lekić            | Serbien      | Győri ETO KC, ŽRK Vardar                  |
| 2014      | Eduarda Amorim          | Brasilien    | Győri ETO KC                              |
| 2015      | Cristina Neagu (2)      | Rumänien     | ŽRK Budućnost                             |
| 2016      | Cristina Neagu (3)      | Rumänien     | ŽRK Budućnost                             |
| 2017      | Inget pris              | Inget pris   | Inget pris                                |
| 2018      | Cristina Neagu (4)      | Rumänien     | CSM București                             |
| 2019      | Stine Bredal Oftedal    | Norge        | Győri ETO KC                              |
| 2020      | Inget pris              | Inget pris   | Inget pris                                |
| 2021      | Sandra Toft             | Danmark      | Brest Bretagne HB                         |
| 2022      | Inget pris              | Inget pris   | Inget pris                                |
| 2023      | Henny Reistad           | Norge        | Team Esbjerg                              |

## Bästa handbollsspelaren genom tiderna
År 1992 utsågs Gheorghe Gruia, från Rumänien, till den bäste spelaren genom tiderna, av Internationella handbollförbundet (IHF).
År 2000 utsågs Magnus Wislander (Sverige) och Zinajida Turtjina (Sovjetunionen/Ukraina) till århundradets bästa spelare, av IHF. På herrsidan kom Talant Dujsjebajev (Sovjetunionen/Spanien) på andra plats och Andrej Lavrov (Sovjetunionen/Ryssland) på tredje plats.
Värt att tillägga är att IHF:s webbplats år 2010 genomförde en omröstning över den bästa spelaren genom tiderna. Vinnare blev Ivano Balić (Kroatien) och Svetlana Kitić (Jugoslavien/Bosnien–Hercegovina). Detta räknas dock inte som en officiell utnämning av IHF.